# Georg Brintrup
Georg Brintrup (Münster, 25 de outubro de 1950) é um cineasta, roteirista e produtor de cinema alemão. Suas obras mais conhecidas têm como traço comum o estilo ensaio cinematográfico (film essay) sobre temas musicais ou literários, são filmes que fundem o conteúdo documentarístico com a ficção e o Filme experimental. Trabalha, sobretudo na Itália e na Alemanha, mas também no Brasil e nos Estados Unidos.

## Biografia
No fim dos anos 60, antes de iniciar seus estudos superiores na área de publicidade, filologia de línguas neo-latinas e história da arte na Universidade de Münster (na Vestfália), Brintrup roda seus “filmes underground”. Alguns deles foram projetados em produções do Teatro Municipal da cidade de Münster.
A partir de 1973, estuda “Filme e Ciência da Comunicação” no I.S.O.P. (Instituto de Ciências e Técnicas da Opinião Pública) em Roma. Obtém sua graduação com uma tese sobre “A Literatura e o Cinema”. O conteúdo deste trabalho incluía o curta-metragem “Meine Wunder” (“Meus Milagres”), projetado no Festival Internacional de Curtas-Metragem de Oberhausen, em 1978. Entre 1975/76, impressionado com o fenômeno que sacudia a realidade alemã naquele momento (anos de chumbo), roda seu primeiro longa-metragem, intitulado  “Regra do Jogo para um Filme sobre os Anabaptistas” (“Spielregel für einen Wiedertäuferfilm”). O filme tem como tema o binômio recorrente na história: a repressão de um modo de pensar leva ao radicalismo e o isolamento do espírito conduz ao fanatismo, à loucura. O filme foi exibido em 1977, no Festival Internacional de Cinema de Roterdão, no 27º  Festival Internacional de Cinema de Berlim e na XIII Mostra Internacional do Novo Cinema, de Pésaro.
Em 1978, escreve seu primeiro “filme acústico” para a Südwestfunk (SWF), a emissora de rádio pública regional alemã de Renânia-Palatinado e de Baden-Württemberg meridional. Este tipo de radiodrama, de duração máxima de duas horas, foi criado por Max Ophüls nos anos 1950  e se caracteriza pelo uso conjunto de sonoplastia, música e voz. Até a data desta edição, Brintrup já escreveu trinta "filmes acústicos", tanto para a SWF como para outras rádios públicas alemãs.
No ano de 1979, roda seu primeiro filme para a televisão: "Eu Resolvo as Coisas" (título original: "Ich räume auf"), no qual apresenta a poeta alemã Else Lasker-Schüler, que acusa seus editores de terem se "aproveitado de seus tesouros intímos mais preciosos". O filme trata do tema da exploração e da corrupção na produção artística.
Em 1985, Brintrup faz seu primeiro filme "musical": "Poemi Asolani", inspirado na vida e na arte do compositor italiano Gian Francesco Malipiero. O filme foi definido como um "musical não vocal", no qual, diferentes ruídos, que estão na base das composições de Malpiero, têm o mesmo nível e o mesmo valor da música.
Nos anos 90, Brintrup continua suas pesquisas e o desenvolvimento de uma fórmula expressiva para o "ensaio musical". A imagem, a linguagem gestual dos atores e atrizes, a fala, a música e até os ruídos, têm a mesma importância, analogamente ao que já havia experimentado em seus "filmes acústicos". Esta técnica expressiva o diferencia do que outros autores de ensaios cinematográficos fazem, dada a presença em suas obras de "olhos musicais" e "ouvidos que vêem", de acordo com a definição de um jornalista especializado.
Ainda anos 90, filmou uma ampla trilogia musical no Brasil, além de ter realizado dois filmes musicais italianos "Raggio di Sole" e "Luna Rossa". O primeiro filme desta trilogia, "Symphonia Colonialis", tem como tema a música barroca brasileira, que é desconhecida para a maioria das pessoas. O segundo, "O Trem Caipira", é um filme sem uma palavra falada, apenas musical. A música "puramente brasileira", de Itibere da Cunha ou Heitor Villa-Lobos a Radames Gnattali, comenta cenas da vida quotidiana brasileira, descobrindo as origens dessa música. O terceiro filme da trilogia, "Tambores e Deuses", entra na psique brasileira. Um homem cego e um menino da rua atravessam a cidade de Salvador em busca do som da origem, que liga o homem ao mundo dos deuses.
Seus trabalhos mais recentes são filmes "musicais": "Palestrina - Príncipe da Música" e "A Rede de Santini", em que a música antiga e a polifonia são representadas visualmente.  Cada voz do coro, como cada planeta no universo, é independente e, no entanto, respondem a uma ordem superior - exatamente como acontece com as constelações.
Brintrup é membro da  Academia de Cinema Europeu.

## Filmografia (seleção)

### Diretor
- 1975 - Spielregel für einen Wiedertäuferfilm  (Regra do Jogo Para um Filme Sobre os Anabatistas
- 1979 -  Eu Resolvo as Coisas  (Ich räume auf)
- 1981 - Penn'a Du
- 1983 - Strada Pia
- 1985 - Poemi Asolani
- 1989 - Deruta - A Pedra Filosofal
- 1991 - Symphonia Colonialis
- 1994 - O Trem Caipira
- 1996 - Raggio di Sole (Ein Sonnenstrahl)
- 1998 - Luna Rossa
- 2000 - Tambores e Deuses (Trommler und Götter)
- 2002 - A Banda - Viva a Banda!
- 2007 - Enzo Cucchi
- 2009 - Palestrina - Príncipe da Música (Palestrina - Fürst der Musik)
- 2011 - Palazzo Ricci
- 2013 - A Rede de Santini (Santini’s Netzwerk)

### Ator
- 1984 - Relações de classe”, sobre América de Franz Kafka (Klassenverhältnisse) de Jean-Marie Straub e Danièle Huillet.
- 1986 - A Morte de Empédocles” (Der Tod des Empedokles) segundo Friedrich Hölderlin de Jean-Marie Straub e Danièle Huillet.